# Aaron Douglas

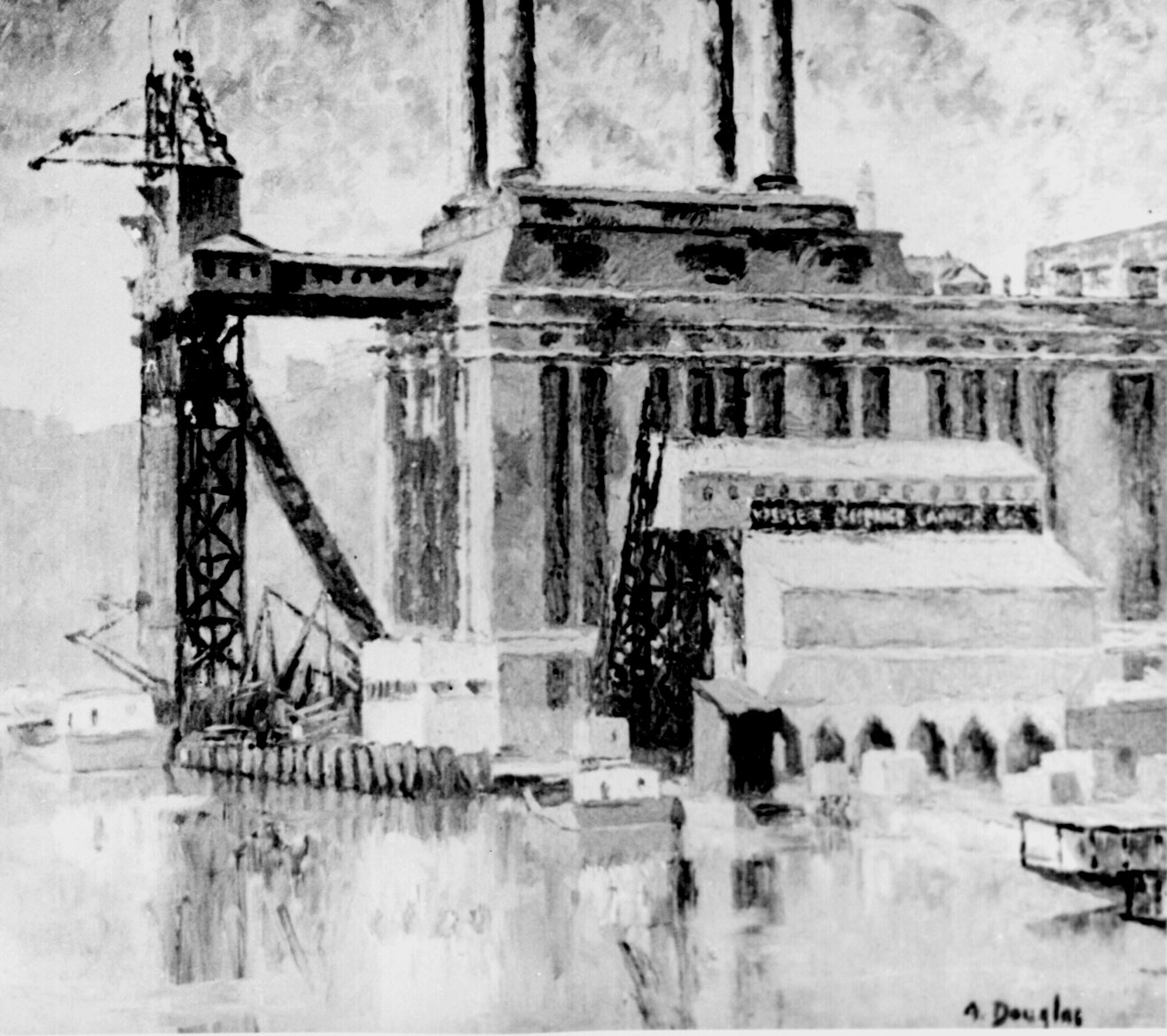
Central eléctrica, Harlem por Aaron Douglas en aceite, 1939.

Aaron Douglas (26 de mayo de 1900 - 3 de febrero de 1979). Pintor estadounidense y gran figura del Renacimiento de Harlem. 
Douglas se graduó en la Universidad de Nebraska-Lincoln en 1922. Su estilo se basa en el estilo tradicional de África, dividiendo las figuras en objetos geométricos. 
Aaron Douglas es conocido como el "Padre del Arte Afroamericano".